# Sendets (Pireneje Atlantyckie)
Sendets – miejscowość i gmina we Francji, w regionie Nowa Akwitania, w departamencie Pireneje Atlantyckie.